# 楊哲 (舉重運動員)
杨哲（1991年7月14日—）是一名中华人民共和国举重运动员，身高1.87米。2010年，在广州亚运会中以402千克夺得男子105公斤级举重冠军。他也参加了2016年夏季奥林匹克运动会，结果获得男子105公斤级第四名。2021年，杨哲在亚洲举重锦标赛男子109公斤级比赛中，以200公斤的成绩创造了该级别抓举世界纪录。